# Pietro Pastorelli

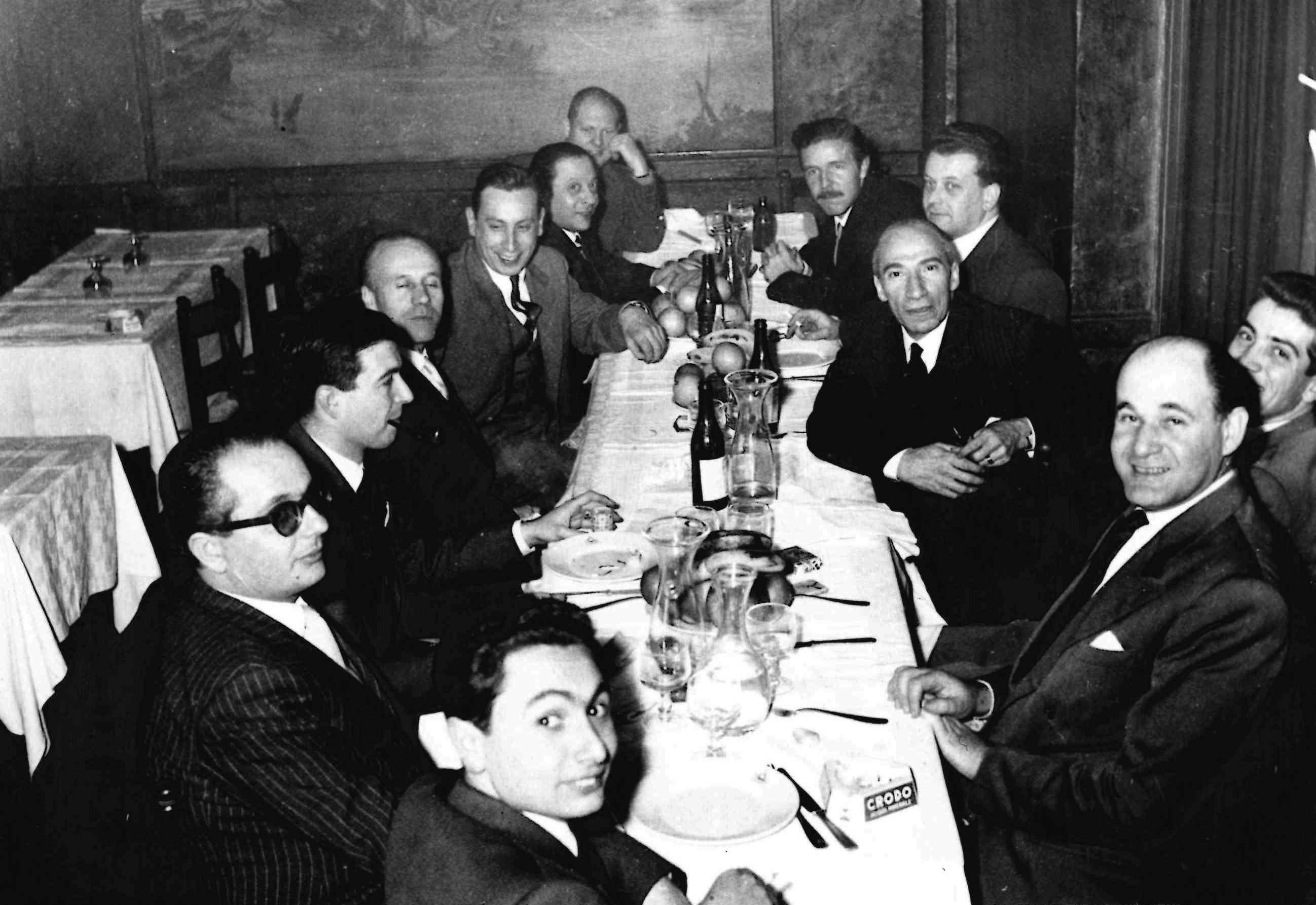
Dicembre 1956. Pietro Pastorelli (in primo piano) al Pranzo dei Volontari Diplomatici del concorso 1956 (da Immaginario diplomatico di Stefano Baldi)

Pietro Pastorelli (Napoli, 20 maggio 1932 – Roma, 24 agosto 2013) è stato uno storico italiano, ha insegnato Storia dei Trattati e Politica internazionale all'Università di Bari e successivamente all'Università degli Studi di Roma "La Sapienza" ed è stato Capo del Servizio Storico del Ministero degli Affari esteri.

## Biografia
In giovane età Pastorelli si trasferì da Napoli a Roma dove si si laureò con lode in Giurisprudenza nel 1954. L'interesse e la passione per la carriera universitaria iniziariono nel 1955 con la sua nomina a assistente universitario in Storia e Politica Coloniale nella Facoltà di Scienze Politiche, dove collaborò inizialmente con Basilio Cialdea. Iniziò ben presto la collaborazione con Mario Toscano che fu fondamentale per la sua successiva attività di storico e professore universitario. In questo periodo Toscano mette insieme un gruppo di assistenti che oltre a Pastorelli includeva anche Gianluca André e Giustino Filippone-Thaulero, giovani storici che rappresenteranno importanti punti di riferimento per la ricerca storiografica italiana.
Pastorelli vinse il concorso per la cattedra di Storia dei Trattati e Politica Internazionale presso l’Università di Bari e diventò Professore ordinario nel 1970, per trasferirsi definitivamente a Roma quattro anni dopo presso il Dipartimento di Studi Politici della Facoltà di Scienze politiche dell’Università di Roma. Fu questo il periodo in cui sviluppò un particolare legame con Renzo De Felice già allora uno dei più importanti esponenti della storiografia italiana. Con De Felice condivise una comune interpretazione della politica estera italiana fascista che metteva in rilievo gli elementi di continuità con la tradizione dell’Italia liberale e il carattere opportunista e pragmatico di alcune scelte internazionali di Mussolini, ad esempio le oscillazioni fra Germania e Francia fra il 1932 e il 1936.
La collaborazione di Pastorelli con il Ministero degli Affari Esteri è sempre stata molto stretta. Egli non solo ha avuto un ruolo molto attivo nella pubblicazione dei Documenti Diplomatici Italiani di cui ha curato numerosi volumi pubblicati a partire dal 1972, ma dal 1995 al 2004 fu Capo del Servizio Storico del Ministero.
Ha avuto anche un ruolo importante per la preparazione dei giovani interessati alla carriera diplomatica con i numerosi corsi di preparazione al concorso diplomatico che ha tenuto, oltre ad aver curato l’edizione italiana del volume Storia diplomatica dal 1919 ai nostri giorni di Jean-Baptiste Duroselle, che è uno dei volumi fondamentali per gli studiosi di storia diplomatica. La sua collaborazione con l'Istituto dell'Enciclopedia italiana ha portato alla creazione di una serie di voci in diversi progetti fra cui quelle relative a Vittorio Cerruti e a Edoardo Alfieri nel Dizionario Biografico degli Italiani della Treccani.
Pastorelli ha sempre goduto di grande rispetto nell'ambito della storiografia italiana e i suoi corsi all’università erano molto seguiti e particolarmente affollati, ma era anche noto per il suo carattere difficile, che spesso creava tensioni sia con i colleghi che con gli studenti a causa di una certa asprezza e spigolosità. Pastorelli, come prima di lui Mario Toscano, ha creato un numeroso gruppo di allievi che continuano ad operare in vari atenei italiani (Roma Sapienza, Bari, Napoli, Cassino, Cagliari, Caserta) tra cui Gianpaolo Ferraioli, Luciano Monzali e Luca Riccardi. Questi studiosi, ispirandosi alla tradizione di storia delle relazioni internazionali di Mario Toscano continuata da Pastorelli, hanno dato un contributo rilevante ad una migliore conoscenza della storia della politica estera dell’Italia.

## Opere
- Italia e Albania 1924-1927. Origini diplomatiche del trattato di Roma del 22 novembre 1927, Firenze, in Rivista di Studi Politici Internazionali, 1967.
- L’esaurimento d’iniziativa dell’Asse. Parte I. L’estensione del conflitto (giugno-dicembre 1941), in Annuario di politica internazionale (1939-1945), Milano, ISPI, 1967.
- La storia delle relazioni internazionali negli studi e nell’insegnamento di Mario Toscano, in “Rivista di studi politici internazionali”, 1968, n. 4.
- Mario Toscano e la “Storia dei Trattati”, in “Storia e Politica”, 1969, n. 4.
- L’Albania nella politica estera italiana 1914-1920, Napoli, Jovene, 1970.
- I Documenti diplomatici italiani, in “Affari Esteri”, 1986, n. 70.
- Pietro Pastorelli, La politica estera italiana del dopoguerra, Bologna, Il Mulino, 1987, ISBN 88-15-01467-5.
- Dalla prima alla seconda guerra mondiale. Momenti e problemi della politica estera italiana 1914-1943, Milano, LED, 1998.
- a cura di Pietro Pastorelli, Le Carte di Gabinetto del Ministro e della Segreteria Generale dal 1923 al 1943, Roma, Istituto poligrafico dello Stato, 1999.Versione digitale
- Pietro Pastorelli, Il ritorno dell’Italia nell’Occidente. Racconto della politica estera italiana dal 15 settembre 1947 al 21 novembre 1949, Milano, LED, 2009, ISBN 978-8879164078.
- Pietro Pastorelli, 17 marzo 1861. L'Inghilterra e l'Unità d'Italia, Soveria Mannelli, Rubbettino, 2011, ISBN 9788849827934.
- Pietro Pastorelli, La Santa sede e l’Europa centro-orientale nella seconda metà del Novecento, Soveria Mannelli, Rubbettino, 2013, ISBN 9788849836943.
- Pietro Pastorelli, Tra Accademia e diplomazia. Trenta pagine di storia delle relazioni internazionali, Firenze, Le Monnier, 2022, ISBN 9788800863285.